# Кантемири
Кантемири — колишнє селище в Золочівському районі Харківської області, підпорядковувалося Феськівській сільській раді.
1991 року в селі проживало 10 людей. 1998 року приєднане до Пролетар.
Село знаходилося за 2,5 км від лівого берега Рогозянського водосховища, вище за течією за 1 км — село Маяк, нижче за течією прилягає до селища Малі Феськи. Неподалік пролягає залізниця, найближча станція — Рогозянка.

## Принагідно
- Рішення Харківської облради [Архівовано 30 грудня 2016 у Wayback Machine.]
- Історія міст і сіл УРСР [Архівовано 4 лютого 2016 у Wayback Machine.]